# Широка (притока В'язівок)
Широ́ка (рос. Б. Широкая) — балка (річка) в Україні у Павлоградському районі Дніпропетровської області. Ліва притока В'язівок (басейн Дніпра).

## Опис
Довжина балки приблизно 5,39 км, найкоротша відстань між витоком і гирлом — 8,07 км, коефіцієнт звивистості річки — 1,12. Формується декількома балками та загатами. На деяких ділянках балка пересихає.

## Розташування
Бере початок на західній стороні від села В'язівське-Водяне. Тече переважно на південний захід через село Широка Балка і на південній стороні від села Зарічне в урочищі Кам'яне Плесо впадає в річку В'язівок, праву притоку Самари.

## Цікаві факти
- У XIX столітті у пригирловій частині балки існувало декілька водяних млинів[2].